# ハンガリーアルミニウム製造販売

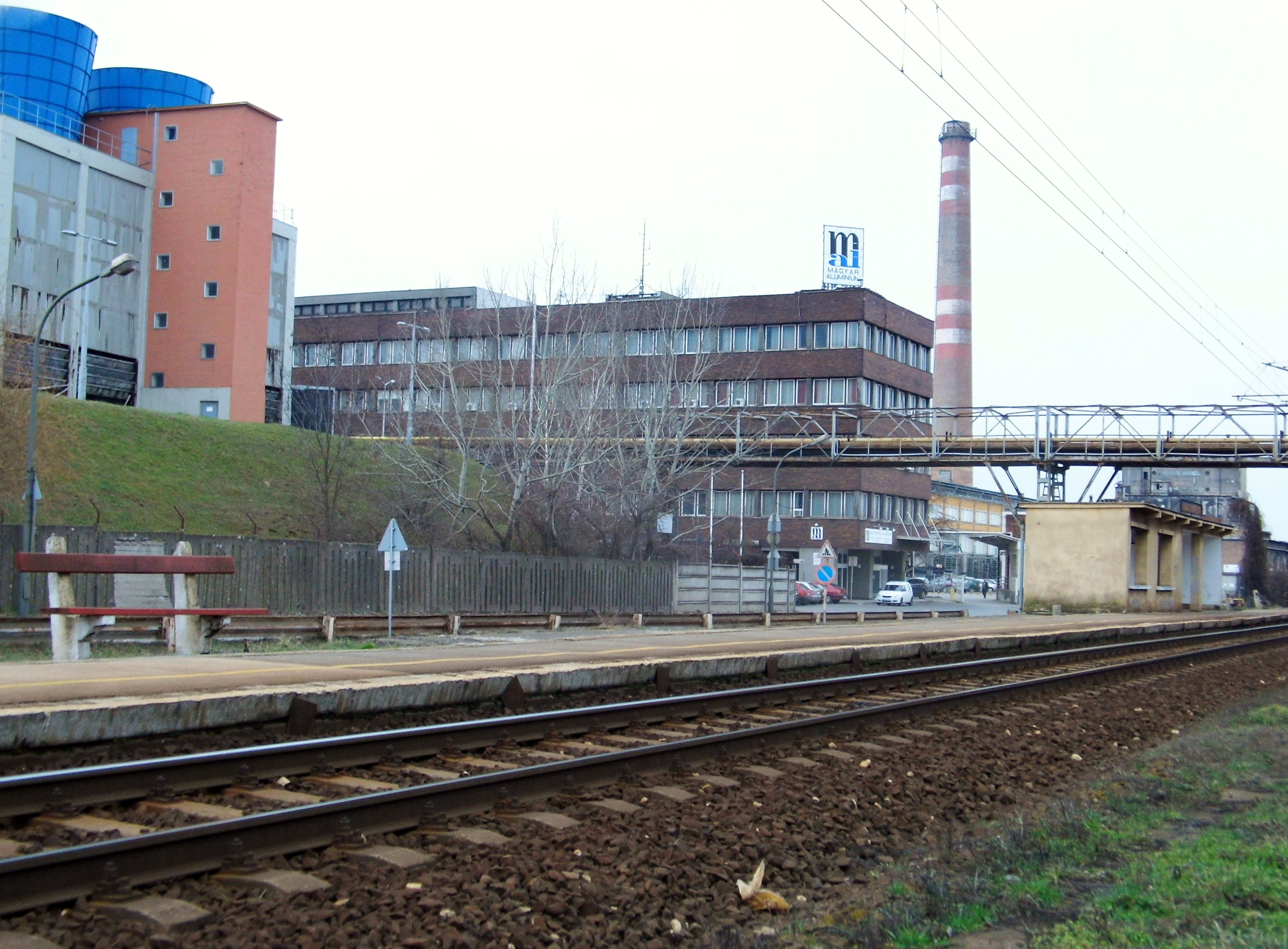

ハンガリーアルミニウム製造販売株式会社（MAL Magyar Alumínium Termelő és Kereskedelmi Zrt.）は、アルミを主に生産しているハンガリーの非鉄金属会社である。略称MAL。1995年、民営化により成立した。
2010年、アイカのアルミ精製工場で廃液流出事故を起こし、事故後には国有化された。